# Igor Jijikine
Igor Vitaliévitch Jijikine (en russe : Игорь Витальевич Жижикин) est un acteur russo-américain né le 8 octobre 1965 à Moscou. Il est notamment connu pour avoir interprété le colonel soviétique Antonin Dovchenko dans le film Indiana Jones et le Royaume du crâne de cristal.

## Filmographie
- 2001 : Ouboïnaïa sila (série télévisée)
- 2002 : Créance de sang
- 2002 : Los Angeles : Division homicide (série télévisée)
- 2002 : Alias (série télévisée)
- 2003 : Klepto
- 2004 : Smatyvaï oudotchki
- 2004 : Target
- 2005 : Moujskoï sezon. Barkhatnaïa revolutsiïa
- 2008 : Indiana Jones et le Royaume du crâne de cristal
- 2008 : Montana
- 2009 : Driven to Kill
- 2009 : Le Prix du sang
- 2009 : Ultimate Champion
- 2009 : Burn Notice (série télévisée)
- 2010 : Shadows in Paradise
- 2010 : Lubov v bolchom gorode 2
- 2011 : The Tourist
- 2012 : Safe
- 2014 : La Légende de Viy (Вий) d'Oleg Steptchenko (ru) : Doroch
- 2018 : Hunter Killer de Donovan Marsh
- 2022 : Kompromat de Jérôme Salle

## Ludographie
- Emperor: Battle for Dune (2002)
- Command and Conquer : Alerte rouge 2 - La Revanche de Yuri (2001)
- Command and Conquer : Alerte rouge 2 (2000)